# آنا بی، نیو ساوت ولز
آنا بی (به انگلیسی: Anna Bay) یک شهرک در استرالیا است که در نیو ساوت ولز واقع شده‌است.